# Cirsium heiianum
Cirsium heiianum là một loài thực vật có hoa trong họ Cúc. Loài này được Koidz. mô tả khoa học đầu tiên năm 1919.